# Maulahulo (Ort)
Maulahulo (Mauluhulu, Maulohulu, Maulahulu) ist eine osttimoresische Siedlung im Suco Mulo (Verwaltungsamt Hato-Udo, Gemeinde Ainaro).

## Geographie und Einrichtungen
Die Dorfmitte liegt im Zentrum der Aldeia Maulahulo, auf einer Meereshöhe von 2121 m, während sich die Siedlung bis in den Westen der Aldeia hinzieht. Straßen führen von hier nach Airema (Suco Manutaci) im Westen, Mano-Mera (Aldeia Mano-Mera) im Südosten und Gourema (Suco Horai-Quic) im Nordwesten.
In dem Dorf befinden sich ein Hospital und eine Grundschule.